# Robert Walpole
Robert Walpole, 1. hrabě z Orfordu (26. srpen 1676 – 18. březen 1745), známý před rokem 1745 jako sir Robert Walpole, byl britský státník, který je všeobecně považován za prvního britského předsedu vlády. I když post premiéra neměl oporu v legislativě té doby, je Walpole považován za prvního, který tuto pozici zastával de facto. Oficiálně byl označován jako první ministr.
Walpole byl členem strany Whigů a v nejvyšší vládní úřad zastával v době panování Jiřího I. a Jiřího II. Jeho funkční období je běžně datováno od roku 1721, kdy získal post, který by se podle současných zvyklostí dal označit za ministra financí (First Lord of The Treasury), jindy se počátek posouvá do roku 1730, kdy se Charles Townshend stáhl z politického života a Walpole se tak stal jediným vůdcem britské vlády. Walpole vládl až do roku 1742, kdy byl po neúspěchu v bitvě u Cartageny nucen odstoupit. Jeho funkční období je nejdelší v britské historii.

## Mládí
Walpole se narodil v Houghton Hall v Norfolku, jako druhý nejstarší syn Roberta Walpoleho a jeho ženy Marie. Jeho otec byl politik, člen strany Whigů a poslanec Dolní sněmovny.
Studium zahájil roku 1690 na Eton College a roku 1696 byl přijat na King's College v Cambridge. Roku 1698 školu opustil poté, co zemřel jeho starší bratr a on pomáhal řídit otci rodinné panství. Původně plánoval, že se stane knězem ale poté co se stal nejstarším žijícím potomkem svých rodičů, tento záměr opustil.
30. července 1700 se oženil se Kateřinou Shorterovou, se kterou měl šest potomků. Poté, co 20. srpna 1737 zemřela, oženil se se svou milenkou Marií Skerrittovou, se kterou žil již od roku 1724.

## Počáteční politická kariéra
Walpoleho politická dráha začala v červnu 1701, kdy byl zvolen poslancem za Castle Rising, obvod, který reprezentoval jeho otec, který zemřel tři měsíce před tímto datem. Roku 1702 se odstěhoval z obvodu Castle Rising, aby se mohl ucházet o místo poslance za sousední, významnější obvod King's Lynn. V tomto obvodu byl v následujících čtyřiceti letech vždy zvolen členem parlamentu.
Roku 1705 byl jmenován členem rady admirála vojenského námořnictva. Jeho schopnosti byly oceněny povýšením do pozice ministra války a krátce do roku 1710 i do pozice pokladníka britského námořnictva. V době kdy zastával tyto pozice, se spřátelil s Johnem Churchillem, velitelem britské armády ve válce o španělské dědictví a dominantní osobou britské politiky. Walpole se rychle stal jednou z nejdůležitějších osobností vlády.

## Nástup k moci
Poté, co roku 1714 zemřela královna Anna nastoupil na trůn její vzdálený příbuzný Jiří I. Ten zavrhl Torye, u kterých předpokládal, že by mohli zpochybňovat jeho nárok na trůn. Jiřího nástup na trůn tak znamenal převzetí moci Whigy, kteří si svůj vliv udrželi dalších asi padesát let. Walpole se stal členem tajné rady a pokladníkem armády ve vládě, které formálně předsedal Charles Montagu, lord Halifax, ale ve skutečnosti ji ovládali lord Townshend a James Stanhope.
Po smrti lorda Halifaxe, byl Walpole jmenován ministrem financí. Vláda byla rozdělena v názorech jak řešit různé situace. Většinou na jedné straně stál Walpole s Townshedem proti dvojici Stanhope a lord Sunderland. Roku 1716 byl Townshend odvolán z vlivné funkce správce severního pohraničí a později i z funkce správce Irska. V reakci na tuto skutečnost Walpole rezignoval a připojil se k opozici. Stanhope a Sunderland tak získali ve vládě neomezený vliv.
Krátce nato rozpory v královské rodině způsobily roztržku krále a jeho syna Jiřího, prince z Walesu. Walpole se často zúčastnil jednání mladšího Jiřího v jeho sídle a stal se blízkým přítelem jeho manželky Karolíny. Roku 1719 se vrátil do vlády a následující rok se mu podařilo krále i jeho syna usmířit a tak se jeho vliv v politice posílil. Návratem do vlády však ztratil podporu prince z Walesu.
Krátce po jeho návratu do vlády byla země zasažena ekonomickou krizí způsobenou spekulacemi s akciemi společnosti South Sea, která měla získat právo na odkoupení státních dluhopisů, což mělo snížit státní dluh. Roku 1721 byla zřízena komise, která odhalila mezi členy vlády korupci. Obviněni byli i Stanhope a Sunderland, které ale Walpole svým vlivem zachránil před potrestáním. Sunderlandova rezignace a Stanhopeho smrt roku 1721 způsobily významný nárůst Walpoleho vlivu. Roku 1721 byl jmenován ministrem financí a vůdcem Dolní sněmovny. Tento rok bývá označován jako počátek období, kdy zastával Walpole de facto pozici premiéra, i když se dělil o vliv ve vládě se svým švagrem lordem Townshendem.

## Vláda za Jiřího I.
Pod Walpoleho vedením se podařilo parlamentu konsolidovat situaci způsobenou krizí související se spekulacemi s akciemi společnosti South Sea. Majetek ředitelů této společnosti byl zabaven a výnos použit pro refundaci škod obětí spekulace a cenné papíry společnosti byly rozděleny mezi Bank of England a Východoindickou společnost. Ekonomická krize vážně poznamenala pověst krále i Whigů, ale Walpole obě v dolní komoře obhajoval.
Walpoleho první rok ve funkci premiéra byl poznamenán i odhalením spiknutí jakobitů. Vyzrazení plánů zmrazilo naději Jakobitů, jejichž předchozí plány na vyvolání nepokojů v letech 1715 a 1719 byly rovněž neúspěšné. Tato akce poznamenala i Torye, když lord Bolingbroke, jejich vůdce, který utekl do Francie, aby se vyhnul trestu za sympatie s jakobitským hnutím, byl přinucen se vrátit roku 1723 do Británie.
Ve zbylé části panování Jiřího I. Walpoleho dominance pokračovala. Moc panovníka oslabovala a vliv vlády posiloval. Roku 1724 byl hlavní Walpoleho a Townshendův rival v kabinetu lord Carterer odvolán z vlivné funkce odvolán správce jižní části země a jmenován do méně vlivné pozice správce Irska. Tak Townshend a Walpole ovládli kabinet bez znatelné opozice. Pomohli udržet Británii mír tím, že roku 1725 dojednali mírové smlouvy s Francií a Pruskem. Velká Británie odstraněním hrozby od Jakobitů a hrozby válečného konfliktu prosperovala a Walpoleho obliba rostla. Roku 1725 byl odměněn řádem lázně a následující rok podvazkovým řádem. Jeho nejstaršímu synovi byl udělen titul barona.

## Vláda za Jiřího II.
Walpoleho pozice byla roku 1727 po smrti Jiřího I. ohrožena. Po několik dní se zdálo, že ho Jiří II. odvolá, ale po přímluvě jeho manželky Karolíny Walpoleho i Townshenda ponechal ve funkci. Walpole se s Townshendem neshodl v otázce britského přístupu k Rakousku. Walpole nakonec dosáhl toho, že se 15. května 1730 Townshend stáhl z politiky. Toto datum je občas udáváno jako počátek období Walpoleho premiérství. Po tomto vítězství byl Walpole schopen uzavřít mírová jednání ve Vídni, jejichž výsledkem byl vznik britsko-rakouského spojenectví.
V následujícím období využíval Walpole svůj velký vliv zajištěný přízní královny rozšířenou i o náklonnost krále. Volně uděloval tituly a jmenoval své spojence do různých funkcí. Svobodně vybíral členy své vlády a byl schopen je přinutit vystupovat jednotně, v případech kdy to bylo nutné. Žádný z jeho předchůdců neměl takový vliv jako on. Popudil si tím proti sobě i některé členy strany Whigů. Mírová politika mu umožnila naklonit si veřejnost i poslance Dolní sněmovny a snížit daně.
Využil svůj vliv, aby odradil Jiřího II. zapojit se roku 1733 do války v Evropě. Nicméně tentýž rok jeho vliv doznal trhliny, když zavedl nový systém daní. Příjmy z daní byly snižovány pašeráctvím a tak Walpole navrhl, aby clo (vybíraného v přístavech) na víno a tabák bylo nahrazeno spotřební daní (vyměřovaná ve skladech). Toto nové nařízení se stalo extrémně nepopulární a vyvolalo velký odpor mezi obchodníky. Walpole souhlasil se stažením tohoto návrhu, ale zavrhl své oponenty a tak si vytvořil silný tábor kritiků ve své vlastní straně.
Po všeobecných volbách roku 1734 tvořili Walpoleho spojenci v Dolní sněmovně většinu, i když převaha již nebyla tak výrazná. I když si udržel většinu, jeho popularita klesala. Roku 1736 vyvolalo zvýšení daně z ginu nepokoje v Londýně. Další vážné nepokoje vyvolal pardon Jiřího II. důstojníkovi, který velel vojenské stráži v Edinburghu, a který nařídil střelbu do protestantů. I když tyto události oslabily Walpoleho pozici byl schopen udržet většinu v dolní komoře parlamentu.

## Ústup ze slávy
Roku 1737 zemřela královna Karolína. Její smrt nepoznamenala přízeň Jiřího II. Walpolemu, ale vedla k postupnému ústupu jeho dominance. Jeho oponenti získali silnou podporu u nejstaršího syna krále Frederika, který se svému otci odcizil. Několik mladých politiků včetně Williama Pitta a Georgeho Grenvileho vytvořilo frakci, která se u Frederika pravidelně scházela.
Walpoleho neúspěch prosadit politiku nezapojování do vojenských konfliktů vedla k jeho ústupu. Podle mírové dohody ze Seville (1729) Velká Británie souhlasila neobchodovat se španělskými koloniemi v Severní Americe. Španělsko si osobovalo právo kontrolovat britské lodě, aby se mohlo ujistit, že toto opatření je dodržováno. Spory se týkaly karibské oblasti. Walpole se snažil odvrátit konflikt, ale král, dolní komora parlamentu i část jeho ministrů byla proti. Roku 1739 Walpole vzdal tuto snahu a zahájil válku o Jenkinsonovo ucho (válka byla nazvána podle Roberta Jenkinse, který obvinil Španěly, že utrpěl zranění ucha při španělské inspekci jeho lodi).
Walpoleho vliv dramaticky poklesl po zahájení války. Ve všeobecných volbách roku 1741 získal sice většinu, ale ta čítala podle odhadu pouze 14 až 18 hlasů. Mnoho nových poslanců za stranu Whigů považovalo Walpoleho za neschopného pokračovat úspěšně ve válce. Poté, co bylo v dolní komoře parlamentu připraveno prověřování voleb v Chippenhamu, souhlasil Walpole s hlasováním o nedůvěře vládě. V něm byl Walpole poražen a souhlasil se svou rezignací. Konec jeho politické kariéry urychlila i zpráva o katastrofálním neúspěchu v bitvě u Cartageny. Součásti jeho rezignace bylo jeho jmenování do Sněmovny lordů jako hraběte z Orfordu. Walpole se stal jejím členem 6. února 1742 a o pět dní později formálně rezignoval.

## Odkaz
Jeho nástupcem se stal Spencer Compton, lord Wilmington, ale hlavní vliv měl John Carteret. Byla vytvořena komise, která měla zjistit, zda nedošlo k pochybení ministrů předchozí vlády, ale nebyl objeven žádný podstatný nedostatek. Walpole, ačkoli již nebyl členem vlády, dále uplatňoval svůj osobní vliv na krále Jiřího II. Walpole zemřel v Londýně roku 1745.
Walpoleho vliv v politice byl obrovský. Toryové se stali malou nevýznamnou politickou stranou a Whigové dominovali téměř bez opozice. Zdrojem jeho vlivu byla spíše přízeň panovníka, než podpora poslanců dolní komory. Jeho moc pramenila z jeho osobního vlivu, nikoliv z pozice jeho úřadu. Většina jeho bezprostředních následníků byla slabá. Trvalo několik desetiletí, než se úřad premiéra vyvinul do nejvlivnější pozice v britské politice.
Walpoleho strategie udržovat Británii stranou válečných konfliktů přinesla zemii období prosperity. Jeho dalším odkazem je Downing Street 10. Jiří II. nabídl Walpolemu tento dům roku 1732 jako osobní dar, ale ten ho přijal pouze pod podmínkou, že bude sloužit jako kancelář ministra financí a nastěhoval se sem 22. září 1735.
Zanechal známou uměleckou sbírku. Tu prodal jeho vnuk roku 1779 Kateřině Veliké. Tato sbírka, považovaná za jednu z nejlepších v Evropě, se nyní nachází v Ermitáži.